# Dijagram naprezanja
Dijagram naprezanja prikazuje međusobnu ovisnost σ - vlačnog naprezanja i ε - relativnog produljenja ili linijske vlačne deformacije. U materijalu koji je opterećen nekom silom F nastaju naprezanja σ koja uzrokuju njegovo rastezanje. Naprezanje σ je omjer sile F i ploštine A presjeka štapa ili šipke (okomitog na smjer sile).
{\displaystyle \sigma ={\frac {F}{A}}}
Zbog djelovanja sile F (a time nastalog naprezanja σ) štap ili šipka će se od početne duljine Lo rastegnuti na duljinu L. Tako je produljenje štapa ili šipke:
{\displaystyle \varepsilon ={\frac {\Delta L}{L_{0}}}={\frac {L-L_{0}}{L_{0}}}}
Relativno produljenje ε (duljinska ili uzdužna deformacija) štapa ili šipke je produljenje s obzirom na početnu duljinu Lo. Početno je naprezanje linearno (deformacija je izravno razmjerna naprezanju). U području linearnog rastezanja (Hookeov zakon) materijal je elastičan i nakon prestanka djelovanja sile, odnosno naprezanja, on se vraća u početno stanje. Youngov modul elastičnosti je omjer naprezanja i relativnog produljenja (u području elastičnosti).
Tehnička granica elastičnosti je naprezanje pri kojem osjetljiva mjerila osjete prvo primjetno trajno produljenje materijala (pri još nepromijenjenom presjeku Ao). Nakon te granice (obično na kraju linearnog rastezanja) materijal se rasteže plastično i nakon prestanka djelovanja sile ne vraća se više na početnu duljinu Lo, već ostaje određeno trajno produljenje, uz suženje presjeka, A < Ao).

## Karakteristične vrijednosti dijagrama rastezanja
Prilikom vlačnog ispitivanja na kidalici, poseban uređaj crta dijagam F – ΔL. Njega možemo i sami nacrtati ako u tijeku ispitivanja za određenu vrijednost sile F očitamo apsolutno produljenje epruvete ΔL. Na ordinatu se nanese sila F u određenom mjerilu, a na apscisu odgovarajuća vrijednost apsolutnog produljenja ΔL, također u određenom mjerilu. Spajanjem tako dobivenih točkica nastaje dijagram naprezanja F – ΔL, koji ima sljedeće karakteristične vrijednosti:
Granica proporcionalnosti - P: do te točke materijal se rasteže razmjerno opterećenju. Za određeni porast sile F, proporcionalno će porasti produljenje ΔL. Ispitni uzorak ili epruveta se rasteže po Hookeovu zakonu. Sve deformacije materijala u ovom području su elastične. Po prestanku opterećenja epruveta se vraća na početnu dužinu Lo, a apsolutna produljenja ΔL su vrlo mala.
Granica elastičnosti - E: prekoračenjem ove točke epruveta se više ne vraća na početnu dužinu Lo, već ostaje za određenu vrijednost duža, pa će epruveta trajno promijeniti oblik i dimenzije. Tu točku je vrlo teško odrediti, zato se zadovoljavamo tehničkom granicom elastičnosti, a to je naprezanje pri kojemu nastaju trajne deformacije 0,01% do 0,05% u odnosu na prvobitnu dužinu epruvete Lo. Granica elastičnosti je najvažnija osobina konstrukcijskih materijala, jer je to krajnja granica do koje se smiju opteretiti dijelovi konstrukcije. Razmak točaka PE je to manji što je materijal bolji, a jako je izražen samo kod mekog čelika.
Gornja T’ i donja granica tečenja T’’: iznad granice elastičnosti produljenja i dalje rastu, ali više nisu razmjerna sili. Nastaje zona velikih deformacija koju nazivamo zonom tečenja. Od točke E do točke T’ dolazi do znatnog povećanja produljenja ΔL, uz vrlo malo povećanje sile F. Kod mekog čelika u zoni tečenja produljenja rastu i uz pad sile. To je zona velikih i trajnih deformacija. Na materijalu se golim okom mogu zamjetiti kose crte — sitne pukotine tzv. Ludersove crte.
Kraj zone tečenja ili popuštanja je u točki T’’, koja je za meki čelik jasno izražena porastom sile. Za one materijale gdje ta granica nije jasna određena, donja granicu tečenja je određena onim naprezanjem pri kojem nastaje trajno produljenje od 0,2% prvobitne dužine štapa. Ovo naprezanje nosi oznaku σ0,2 i naziva se granica razvlačenja.
Vlačna čvrstoća materijala - M: iz točke T’’ nastaje zona ojačavanja materijala, tako da je porast sile ponovo vidljiv, ali rastezanje raste mnogo brže nego do tada. Najzad sila F dostiže u točki M svoju najveću vrijednost. Maksimalna sila FM dijeljenja s prvobitnom površinom presjeka epruvete Ao daje vlačnu čvrstoću materijala koju označavamo s σM. Iako epruveta još nije fizički slomljena, ali je suženje (kontrakcija) njezina tijela izražena, te za njezine daljnje deformacije sile opadaju.
Lomna čvrstoća - L: poslije točke M dolazi do daljnjeg izduženja epruvete uz pad sile. Ta izduženja imaju lokalni karakter i događaju se samo u zoni suženja, gdje je površina presjeka najmanja sve dok se materijal konačno ne razdvoji. Krti materijali nemaju zonu ML ili područje klonulosti. Kod njih nema pojave suženja epruvete, a lom materijala se događa pri vrlo malim deformacijama.
Neki materijali imaju malo područje plastičnosti, te zbog toga nisu pogodni za plastičnu obradbu (kovanje, valjanje, duboko izvlačenje i sl.). Veliko područje klonulosti je svojstveno za meke materijale, te se oni lako daju obrađivati rezanjem. Tvrdi materijali uglavnom imaju veće podruje elastičnosti, a mala područja plastičnosti i klonulosti. To znači da su pogodni kao konstruktivni materijali, ali nisu pogodni za plastičnu obradbu i obradbu rezanjem.

## Podjela materijala
Tijek rastezanja u ovisnosti o naprezanju je za različite materijale različit i za njih svojstven. Tako se po obliku dijagrama naprezanja mogu razlikovati:
- žilavi materijali koji se nakon početnog elastičnog (linearnog) rastezanja rastežu do loma vrlo plastično, i to ili kontinuirano (bakar) ili diskontinuirano s pojavom tečenja pri stalnom naprezanju (meki čelik).
- krhki materijali, koji se nakon početnog elastičnog rastezanja slamaju bez znatnijeg plastičnog rastezanja (kao sivi lijev)
- plastični materijali koji se tek neznatno rastežu elastično (olovo) ili su gotovo neelastični (asfalt).